# Spányi Antal
Spányi Antal (Budapest, 1950. november 13. –) magyar római katolikus pap, 1998-tól esztergom-budapesti segédpüspök, 2003-tól a Székesfehérvári egyházmegye huszadik megyéspüspöke. Emellett a Katolikus Karitász elnöke és a Magyar Katolikus Rádió vezérigazgatója.

## Pályafutása
1976. június 19-én szentelte pappá Esztergomban Lékai László, az Esztergomi Hittudományi Főiskolán és papnevelő intézetben töltött tanulmányai után.
Az esztergomi főegyházmegye papjaként káplánként szolgált Ludányhalásziban (1976–1977), Szécsényben (1977–1983), Budapest-Középső Ferencvárosban (Haller tér, 1983–88), majd plébánosként ugyanitt. 1992–2003 között az erzsébetvárosi Árpád-házi Szent Erzsébet-templom plébánosa, ahol nagyszabású templom-rekonstrukciós munkákat kezdett meg. 1994-ben pápai kápláni címet nyert. 1995-ben érseki általános helynök és főszentszéki bíró lett.

### Püspöki pályafutása
1998. február 13-án szent II. János Pál pápa tharrosi címzetes püspökké és esztergom-budapesti segédpüspökké nevezte ki. március 28-án a Szent István-bazilikában szentelte püspökké Paskai László bíboros, Ternyák Csaba és Dékány Vilmos segédletével.
János Pál pápa 2003. április 4-én székesfehérvári püspökké nevezte ki. Beiktatására május 24-én került sor. Közigazgatási és pasztorális téren megújította az egyházmegyét. Egyházmegyei lapot indított. Öt espereskerületet és 30 lelkipásztori körzetet hozott létre. Hangsúlyt helyezett az állandó diakónusok és lelkipásztori kisegítők képzésére. Rendszeresen papi találkozókat és zarándoklatokat szervez, pünkösdhétfőn pedig egyházmegyei napot. Az egyes éveket tematikus lelkipásztori programmal látta el.
A Magyar Katolikus Püspökkari Konferencia megbízásából a 2004 pünkösdjén meginduló Katolikus Rádió vezérigazgatója. Jelenleg a Magyar Katolikus Karitász elnöke is.

#### Címere
Spányi Antal püspöki címere módosított családi címer. Vörös mezőben zöld hármashalom, belőle keresztet formázó lombos fa nő ki. Szárai találkozásánál fészek, benne kiterjesztett szárnyú fehér pelikán, amely begyén ejtett vérző sebéből táplálja három fehér fiókáját. A fa szárán sárga-zöld kígyó kúszik le. A címert kereszt egészíti ki.
Jelmondata: „Laudetur Jesus Christus” (lat.), vagyis „Dicsértessék a Jézus Krisztus!”.

## Elismerései
- Budapest VII. kerülete díszpolgára (1999)[3]
- Henszlmann-díj (2009): a Magyar Régészeti és Művészettörténeti Társulat tüntette ki a műemlékek példaértékű felújításáért, nagyszabású kultusztörténeti, művészettörténeti konferenciák, kiállítások szervezéséért, valamint műtárgyvásárlások, restaurálások támogatásáért. A díjátadásra a Magyar Nemzeti Múzeum dísztermében, 2009. május 25-én került sor.[3][4]
- Mindszenty-emlékérem (2010)[3]
- A Magyar Érdemrend középkeresztje (2012)[3]
- Fejér megye díszpolgára (2016)[3]
- Alsószentiván, Bodajk és Székesfehérvár díszpolgára (2018)[3]